# Bokma (distilleerderij)
Bokma is een Nederlands merk jenever genoemd naar het gelijknamige familiebedrijf in Friesland.
Het bedrijf werd begonnen in 1894 door molenaarszoon Freerk Klaaseszoon Bokma die naast een bakkerij ook een distilleerderij begon in Leeuwarden. In de begintijd distilleerde hij vooral brandewijn en Geele Jenever. Er werd in heel Nederland verkocht en in 1898 werden voor het eerst producten uitgevoerd naar Nederlands-Indië. Opvallend was de vierkante fles die bij transport per schip minder ruimte innam dan de traditionele ronde fles.
Het bedrijf bleef een familiebedrijf en inmiddels wordt het bedrijf door de vijfde generatie geleid door Piet Coert Bokma. Door gebrek aan voldoende grondstoffen voor Oude Jenever werd na de oorlog begonnen met de productie van Jonge Jenever.
Het product Bokma Jonge Jenever kwam in 1967 op de markt. In 1971 werd samenwerking gezocht met de Gedistilleerd en Wijngroep Nederland dat onder het Heineken concern viel. In 1988 verhuisde de productie van Friesland naar Zoetermeer.
Het product was bekend om de slogan Vierkant in de fles, rond op de tong en de slogan in de sterreclame Schat, staat de Bokma koud?